# Öffentliche Ehrbarkeit
Die Öffentliche Ehrbarkeit (honestas publica) ist ein Begriff des katholischen Kirchenrechts. Im katholischen Eherecht stellt das Fehlen der öffentlichen Ehrbarkeit ein Ehehindernis dar. Es macht eine dennoch geschlossene Ehe kirchenrechtlich nichtig. 

## Begriffsbestimmung
Das Ehehindernis der öffentlichen Ehrbarkeit besteht zwischen einem Mann bzw. einer Frau und den nächsten Verwandten eines früheren Partners. Es hat seinen Ursprung in einem früheren öffentlichen "Konkubinat", d. h. einer früheren faktisch eheähnlichen Lebensgemeinschaft zwischen Mann und Frau, die keine kirchenrechtlich gültige Ehe war. Die Hauptanwendungsfälle betreffen eine rein nach staatlichem Zivilrecht geschlossene Ehe, die vom Kirchenrecht nicht als Ehe anerkannt wird.
Das Ehehindernis greift dann, wenn ein Mann oder eine Frau mit einem Blutsverwandten ersten Grades eines früheren Partners eine Ehe eingehen will, und zwar selbst dann, wenn die frühere Beziehung keine kirchenrechtlich gültige Ehe dargestellt hat (can. 1093 CIC). Obwohl die beiden Verlobten in diesem Fall kirchenrechtlich weder miteinander verwandt noch verschwägert sind, versagt ihnen das Kirchenrecht die Eingehung einer Ehe.
Das Ehehindernis der öffentlichen Ehrbarkeit fußt damit auf einer Quasi-Schwägerschaft. Bereits das römische Recht kannte dieses Ehehindernis. Das Ehehindernis ergänzt das Verbot der Eheschließung zwischen verschwägerten Personen.

## Dispens
Mit der Erteilung einer Dispens durch den Ortsordinarius (can. 1078 § 1) kann eine Ehe dennoch gültig geschlossen werden.
In der Praxis hat das Ehehindernis so gut wie keine Bedeutung. Auf keinen Fall fällt nach heute gängiger kirchlicher Rechtsprechung ein bloßes voreheliches Zusammenleben der Partner unter diesen Tatbestand.

## Volltext
Codex Iuris Canonici (1983):
"Can. 1093 - Impedimentum publicae honestatis oritur ex matrimonio invalido post instauratam vitam communem aut ex notorio vel publico concubinatu; et nuptias dirimit in primo gradu lineae rectae inter virum et consanguineas mulieris, ac vice versa."
Inoffizielle deutsche Übersetzung: "Can. 1093 — Das Hindernis der öffentlichen Ehrbarkeit entsteht aus einer ungültigen Ehe nach Aufnahme des gemeinsamen Lebens oder aus einem offenkundigen oder öffentlichen Konkubinat; das Hindernis macht die Ehe nichtig im ersten Grad der geraden Linie zwischen dem Mann und den Blutsverwandten der Frau und umgekehrt."